# Виведення з експлуатації реактора

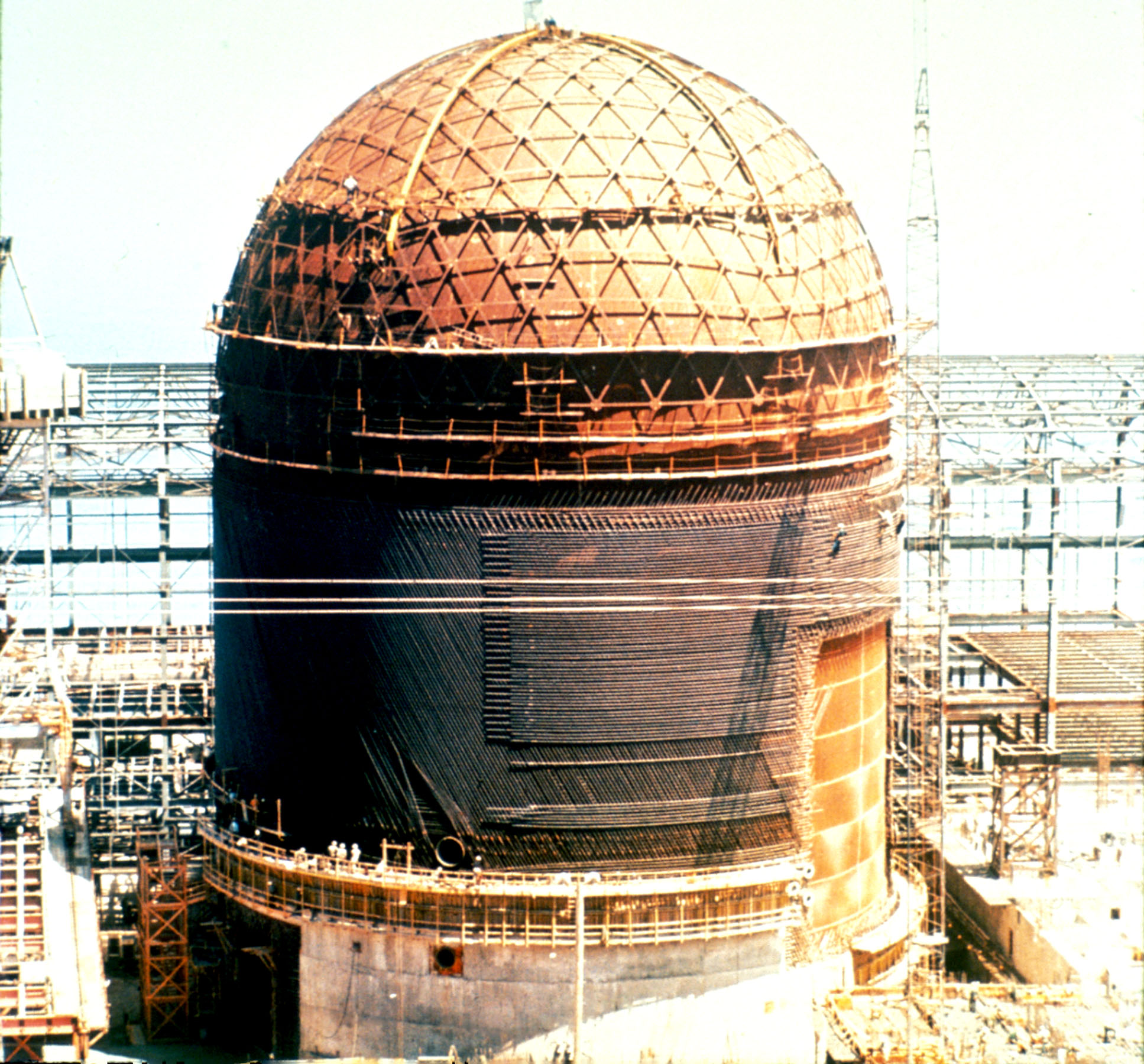
Розбирання ядерного реактору. На зображені показано частково розібраний реактор.

Виведення з експлуатації реактора — це процес проведення низки відповідних заходів, в межах певної атомної електростанції, в результаті яких припиняється користування реактором як енергоресурсом. Ці заходи включають демонтаж і видалення радіоактивних конструкцій реактора і приведення ділянки до стану який дозволяє використовувати її для будівництва нового енергоблоку або інших видів промислової діяльності.
На даний момент в світі повністю зупинені або перебувають на різних етапах виведення з експлуатації більш ніж 130 енергоблоків.

## Етапи виводу з експлуатації
Процес виводу з експлуатації складається з таких етапів:

### Зупинка реактора
Етап, який супроводжується зупинкою енергоблоку що призводить до припинення виробництва електроенергії.

### Консервація під наглядом
Цей етап може тривати від трьох до п'яти років: видаляється ядерне паливо з активної зони реактора а потім і з території блоку, видаляються радіоактивні відходи, проводиться деактивація обладнання і ще цілий ряд інших робіт. Відповідно до вимог наглядових інстанцій, цей період не включається в процес виводу з експлуатації і блок АЕС все ще вважається в експлуатації і продовжує обслуговуватися. Реактори демонтують після періоду дворічної витримки. Масивне обладнання перевозиться в нерозібраному вигляді і використовується як бар'єр для стримування радіонуклідів.

### Безпосередній вивід з експлуатації
Реакторну установку, всі системи та обладнання консервують, ізолюють від зовнішнього середовища, і підтримують в безпечному стані. Неактивне обладнання демонтують для майбутнього використання або утилізації. Звільненні приміщення і конструкції можна демонтувати або повторно використовувати для альтернативного бізнесу. Реактор, обладнання першого контуру та інше високорадіоактивне обладнання консервують. Один з варіантів це створення бетонної оболонки з певним періодом витримки, поки радіоактивність не досягне прийнятного рівня за рахунок природного розпаду.

## Вартість
У США приблизна середня вартість виведення з експлуатації одного реактора складає 325 мільйонів доларів. 
У Німеччині виведення з експлуатації Нідерайхбахської АЕС потужністю 100МВт коштувало більше 143 млн євро. 
На даний момент залишається відкритою проблема виведення з експлуатації ядерних радянських реакторів в деяких країнах Східної Європи. За попередніми приблизними оцінками вартість виведення з експлуатації радянських реакторів першого покоління становить 5,7 млрд євро, а з вартістю об'єктів для глибокого довготермінового зберігання сума досягне 11,4 млрд євро.